# جیزانو
جیزانو (به ایتالیایی: Ghizzano) یک منطقهٔ مسکونی در ایتالیا است که در پچیولی واقع شده‌است. جیزانو ۳۴۹ نفر جمعیت دارد و ۱۹۰ متر بالاتر از سطح دریا واقع شده‌است.